# البديعة
مركز البديعة في منطقة القصيم في الجهة الغربية من القصيم

## الموقع الجغرافي
تقع مركز البديّعة بين منطقة القصيم والمدينة المنورة على خط الطول 42.1036865 وخط العرض 25.4057927 في الجهة الغربية من منطقة القصيم وتبعد عن مدينة بريدة حوالي 260 كلم وترتفع عن سطح البحر بمقدار 731م وتبعد عن طريق القصيم- المدينة المنورة السريع حوالي 20 كلم وتتميز بقربها من منجم الذهب (الصخيبرات) وكذلك جبل طميه المشهور وتقع عبلة صفيه شرق منها.

## تاريخ المنطقة
كان أول من نزل وأسس بلدة البديّعة الشيخ / عبد المحسن بن كلاب العمري الحربي وذلك في عهد الملك سعود، حيث صدر الأمر السامي بالموافقة ومنح الشيخ عبد المحسن بموجب إقطاع صادر من ولي العهد ورئيس مجلس الوزراء برقم 12693 في 20/06/1379هـ وذلك للهجرة المسماة «الدارة» وفي تاريخ 23/01/1381هـ تقدم الشيخ عبد المحسن لأمير مقاطعة القصيم وطلب منه الموافقة على منحه الأرض المجاورة تحت مسمى «البديّعة» ووقع أمير مقاطعة القصيم آنذاك بالموافقة وأصبح اسم البلدة هو «البديّعة»، وأسس مركز البديّعة رسمياً بتاريخ 01/07/1397هـ ضمن مراكز القصيم وعين الشيخ / كلاب بن عبد المحسن بن كلاب رئيساً للمركز بتاريخ 01/01/1399هـ ويعتبر هو أول رئيس معين رسمياً لمركز البديّعة حتى تاريخ تقاعده بتاريخ 01/07/1437، ومنذ ذلك التاريخ تم تكليف المهندس/ تركي بن منصور بن عبد العزيز التركي رئيساًَ لمركز البديّعة من قبل وكيل امارة منطقة القصيم حتى تاريخ 22/06/1438 ومنذ ذلك التاريخ تم تعيين الاستاذ/ محمد بن عبد المحسن بن كلاب رئيساً لمركز البديّعة ولا يزال على رأس العمل حتى هذا التاريخ.

## أمراء ورؤساء المركز
أسس مركز البديّعة الشيخ/ عبد المحسن بن كلاب العمري الحربي ومر على مركزها ثلاثة رؤساء حتى يومنا هذا وهم:
1. كلاب بن عبد المحسن بن كلاب الحربي استلم امارة البديّعة كأول أمير لها من 01 رجب 1399 حتى تقاعد في 01 رجب 1437 الموافق 08 أبريل 2016، توفي إثر حادث مروري على طريق المدينة المنورة القصيم السريع بتاريخ 15 جمادى الأولى 1438.
2. المهندس/ تركي بن منصور بن عبد العزيز التركي [2] استلم رئاسة المركز من 01 رجب 1437 الموافق 08 أبريل 2016 إلى 22 جمادى الآخرة 1437 الموافق 21 مارس 2017 وذلك عقب تقاعد الرئيس السابق.
3. محمد بن عبد المحسن بن كلاب الحربي استلم رئاسة المركز من 22 جمادى الآخرة 1437 الموافق 21 مارس 2017 حتى الآن.

## مناخها
هو مناخ منطقة القصيم قاري صحراوي، حار جاف صيفًا بارد مُمطر شتاء، وتبلغ درجة الحرارة صيفًا 45°م، وفي الشتاء تصل 3- مادون الصفر ومتوسط سقوط المطر 100 ملم.

## المساحة
424 كلم مربع

## توابع مركز البديّعة
هذه قائمة بأسماء بعض القرى والأحياء التابعة للمركز
- فيضة الدارة
- دارة عكاش
- سميرا عكاش

## القطاعات الحكومية
مركز البديّعة تابعة إداريا ومرتبطة في محافظة النبهانية إحدى محافظات منطقة القصيم وبعض الخدمات الحكومية الأخرى مرتبطة بمحافظة عقلة الصقور مثل البلدية والمحكمة وكتابة العدل والشرطة وما نحو ذلك، والدوائر الحكومية الموجودة في قرية البديّعة هي: مركز امارة البديّعة ومدرسة ابتدائية للبنين والبنات ومدرسة متوسطة للبنين والبنات ومدرسة ثانوية للبنين فقط.

## عدد السكان
يبلغ عدد سكان مركز البديّعة 3.000 نسمه تقريباً وسكانها هم الحوامضة والربقة من بني عمر من حرب

## وصلات خارجية
- موقع امارة القصيم - محافظة النبهانية - مركز البديّعة
- خريطة عنوان الموقع لـ امارة البديّعة
- شركة تعدين تسمم مياه «آبار» قرية البديعة
- قناه العربيه: تسمم قريه البديعه بسبب منجم ذهب الصخيبرات
- حساب تركي التركي في تويتر